# Lygosoma angeli
Lygosoma angeli är en ödleart som beskrevs av  Smith 1937. Lygosoma angeli ingår i släktet Lygosoma och familjen skinkar.
Artens utbredningsområde är Vietnam. Inga underarter finns listade i Catalogue of Life.